# Platysquilla eusebia
Platysquilla eusebia är en kräftdjursart som först beskrevs av Risso 1816.  Platysquilla eusebia ingår i släktet Platysquilla och familjen Squillidae. Inga underarter finns listade i Catalogue of Life.